# Zaporoskie Obwodowe Stowarzyszenie Kultury Polskiej im. A. Mickiewicza
Zaporoskie Obwodowe Stowarzyszenie Kultury Polskiej im. A. Mickiewicza – organizacja pozarządowa, której cel polega na odrodzeniu i rozpowszechnieniu tradycyj, języka i kultury Polski, oraz zrzeszeniu Polaków i ludzi polskiego pochodzenia, odnalezienia nimi swoich korzeni i ocalenie ich od zapomnienia.

## Działalność
Zaporoskie Obwodowe Stowarzyszenie Kultury Polskiej im. A. Mickiewicza powstało w 1992r w Zaporożu na Ukrainie Południowo-Wschodniej. Założenie i rozwój Stowarzyszenia współgrały z dynamiką zmian zachodzących w tym czasie na Ukrainie, ponieważ wynikła możliwość odrodzenia kultur mniejszości narodowych.
Aktualnie przy Stowarzyszeniu działa szkoła niedzielna „Lech” (dyrektor – doc. dr. Igor Lipkiewicz), Zespół teatralno–estradowy „Polskie kwiaty” (kierownik Natalia Rukolańska), zespół folklorystyczny „Piernacz” (kierownik Grzegorz Wierzbicki) – laureat festiwali międzynarodowych, literacko-malarskie kółko „Kolorowy świat” (kierownik Olga Pawluk), „Klub Seniorów” (kierownik Katarzyna Snurnikowa), Stowarzyszenie prowadzi działalność wydawniczą, dziennikarską, naukową.

## Prezesi
- 1992-1997 r. – pierwszym prezesem stowarzyszenia był św.p. prof. Jerzy Rozembaum, odznaczony medalem „Zasłużony dla kultury Polskiej”.

- 1997-2010 r. – doc. dr. Jerzy Pawluk.

- 2010 r. – Olga Pawluk.